# 城巴6A線
城巴6A線為一條港島路線，城巴營運，由中環（交易廣場）單向開往赤柱炮台，途經香港仔隧道，祇於早上繁忙時間提供服務。

## 歷史
- 1991年：投入服務，來往中環（交易廣場）及赤柱炮台，由中巴營運，取代中巴6號線原本來往赤柱炮台之特別班次服務。
- 1993年9月1日：城巴接辦本線，並提升至全空調服務，是為首批由城巴接辦的原中巴26條路線（Network 26 新里程）之一。
- 1999年12月6日：所有城巴赤柱路線之雙向分段收費改為只適用於八達通卡，欲享用雙向分段收費之乘客必須在下車時再次拍卡。
- 2004年11月8日：配合城巴新巴資源整合，此線改為只在平日上、下午繁忙時間分別提供前往赤柱和中環的服務。
- 2018年4月30日：增設實時抵站時間查詢服務。
- 2019年11月18日：往赤柱炮台（閘口）方向，不停黃麻角道「斜炮頂」站，改停黃麻角道「赤柱炮台」站。
- 2021年10月11日：取消下午班次，由6X部分班次延長至赤柱炮台（閘口）取代。[1]

## 服務時間
星期一至六：中環（交易廣場）開：07:00、07:20、07:40、08:00、08:20

## 收費
中環 (交易廣場) 至赤柱炮台收費11.7，至淺水灣海灘收費7.5；赤柱村道至赤柱砲台3.8， 淺水灣道至赤柱炮台6.4

## 行車路線
經：干諾道中、夏慤道、紅棉路支路、金鐘道、皇后大道東、黃泥涌道、香港仔隧道、黃竹坑道、香島道、淺水灣道、赤柱峽道、赤柱村道及黃麻角道。

### 沿線車站

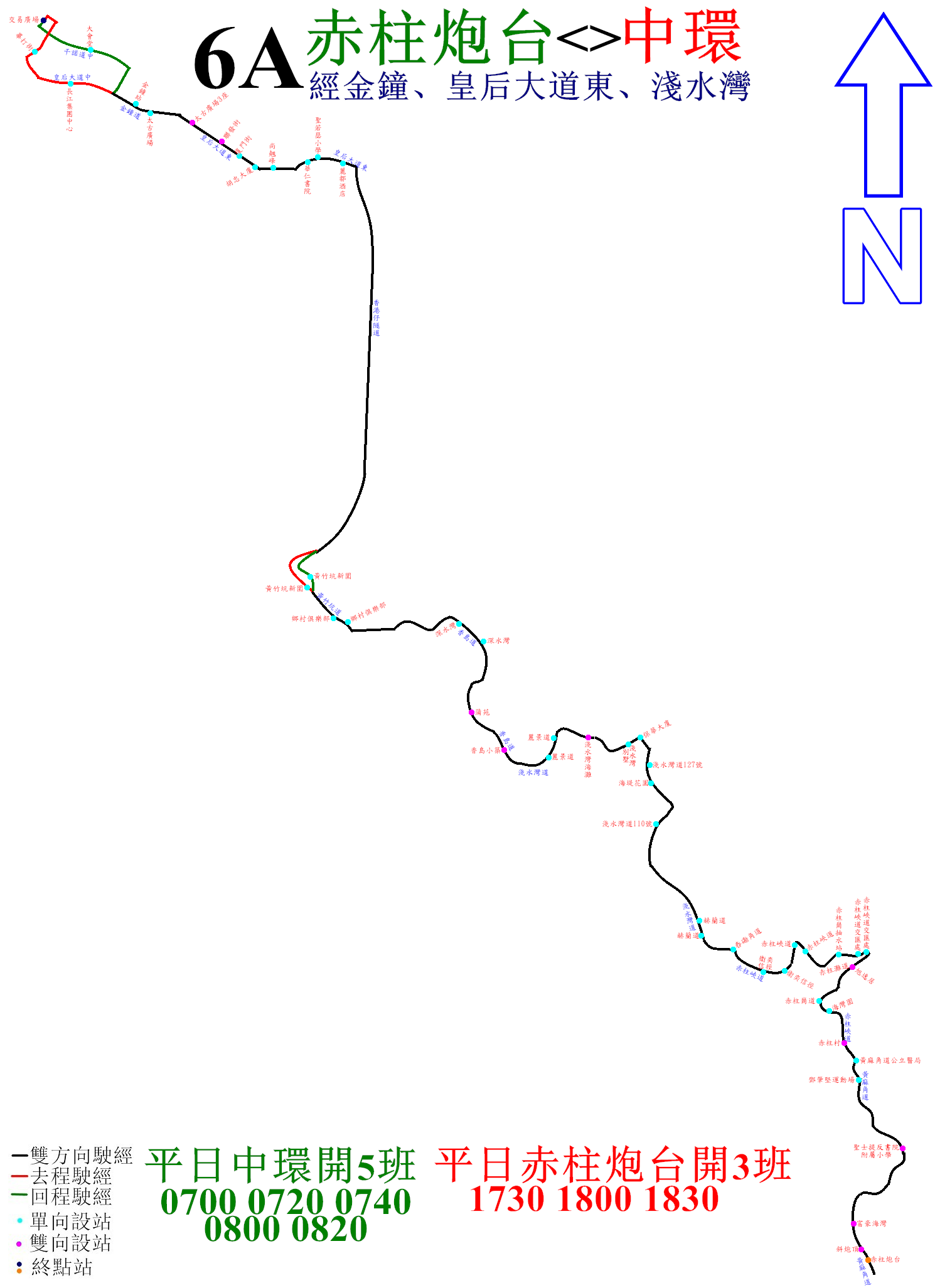
此線仍提供雙向服務時的走線圖

| 1          | 中環（交易廣場）     | 中環（交易廣場）巴士總站 |
| 2          | 大會堂               | 干諾道中                 |
| 3          | 金鐘站               | 金鐘道                   |
| 4          | 太古廣場三座         | 皇后大道東               |
| 5          | 聯發街               | 皇后大道東               |
| 6          | 廈門街               | 皇后大道東               |
| 7          | 尚翹峰               | 皇后大道東               |
| 8          | 聖若瑟小學           | 皇后大道東               |
| 香港仔隧道 |                      |                          |
| 9          | 黃竹坑新圍           | 黃竹坑道                 |
| 10         | 鄉村俱樂部           | 黃竹坑道                 |
| 11         | 深水灣               | 香島道                   |
| 12         | 蒲苑                 | 香島道                   |
| 13         | 香島小築             | 香島道                   |
| 14         | 麗景道               | 淺水灣道                 |
| 15         | 淺水灣海灘           | 淺水灣道                 |
| 16         | 保華大廈             | 淺水灣道                 |
| 17         | 淺水灣道127號        | 淺水灣道                 |
| 18         | 赫蘭道               | 淺水灣道                 |
| 19         | 舂磡角道             | 赤柱峽道                 |
| 20         | 衛奕信徑             | 赤柱峽道                 |
| 21         | 赤柱峽道             | 赤柱峽道                 |
| 22         | 赤柱崗抽水站         | 赤柱峽道                 |
| 23         | 赤柱峽道交匯處       | 赤柱峽道                 |
| 24         | 旭逸居               | 赤柱村道                 |
| 25         | 海灣園               | 赤柱村道                 |
| 26         | 赤柱村               | 赤柱村道                 |
| 27         | 黃麻角道公立醫局     | 黃麻角道                 |
| 28         | 聖士提反書院附屬小學 | 黃麻角道                 |
| 29         | 富豪海灣             | 黃麻角道                 |
| 30         | 赤柱炮台             | 黃麻角道                 |